# Baha Men
Les Baha Men sont un groupe de chanteurs originaires de Nassau, aux Bahamas. Ils jouent un style modernisé de musique bahaméenne appelé "Junkanoo". 
Ils se sont fait connaître grâce à leur titre Who Let the Dogs Out?.

## Histoire du groupe

### Début de carrière sous le nom deHigh Voltage(1977-1991)
Le groupe, composé à l'origine d'Isaiah Taylor, de Colyn "Mo" Grant et de Néhémie Hielda, a été formé aux Bahamas à la fin des années 1970. Ils se sont fait connaître dans les Caraïbes grâce à leur musique traditionnelle appelée "Junkanoo".

### Premier album sous le nom desBaha Men
Le groupe est rebaptisé Baha Men en 1991, et sort son premier album, très traditionnel dans ses sonorités, nommé Junkanoo, en 1992.

### Succès international
Dans les années 1990, ils ont commencé à faire connaître leur musique à un plus grand public et sont devenus très populaires en 2000 avec leur reprise de Who Let the Dogs Out?, composée à l'origine par Anslem Douglas. La chanson fut un succès dans de nombreux pays, et est également devenu une chanson populaire aux États-Unis lors de manifestations sportives. 
Leur titre Who Let the Dogs Out? a obtenu plusieurs prix en 2000; un Grammy Award pour la meilleure performance dance; deux Billboard Music Award pour l'artiste et la musique du monde (World Music) de l'année et un Nickelodeon Kids Choice Award pour la chanson préférée du public. Il a également servi de bande originale des saisons 2 et 3 de la série américaine La Double Vie d'Eddie McDowd.
En 2002, ils ont remporté un autre Nickelodeon Kids Choice Award pour le groupe favoris de l'année. 

### Le groupe de nos jours
En juin 2008, "Who Let the Dogs Out?" a été évoqué dans la série nostalgique américaine I Love the New Millennium. Leur dernier album est sorti en 2010 et s'intitule Noo Junk. Le groupe a commencé une tournée en septembre 2009 à Nassau, aux Bahamas.

## Implication dans les compilations et les films

### Période Disney (2002-2006)
Les Baha Men font partie des nombreux groupes qui ont enregistré une chanson pour l'album Disneymania et pour deux autres de ses quatre suites; sur le premier Disneymania, ils ont enregistré Hakuna matata du Roi Lion; dans le second, ils ont enregistré la chanson It's a Small World de l'attraction du même nom. Ils étaient absents sur le troisième album mais ils sont revenus pour le quatrième avec leur chanson Bahaman Roller Coaster Ride.

### Les Baha Men et le cinéma
Un certain nombre de leurs chansons ont été utilisées dans des films majeurs tels que: Les Razmoket à Paris, Miss Détective, Rat Race, et Garfield. En 1991, le groupe fait une apparition sur le grand écran dans la comédie romantique My Father the Hero avec Gérard Depardieu et Katherine Heigl. Ils ont également enregistré une reprise d'Elton John Crocodile Rock pour l'émission Crocodile Hunter. Les Baha Men ont été présents dans la bande originale de Shrek avec leur chanson Best Years of Our Lives et dans la comédie à succès Very Bad Trip avec leur chanson Who Let the Dogs Out?.

## Discographie

### Singles
| 1994                                                                            | Dancing in the Moonlight    | -  | 42 | -  | -  | -  | Kalik                |
| 1995                                                                            | (Just a) Sunny Day          | -  | -  | -  | -  | -  | Kalik                |
| 1997                                                                            | That's the Way I Do It      | -  | -  | -  | -  | -  | I Like What I Like   |
| 2000                                                                            | Who Let the Dogs Out?       | 1  | 14 | 6  | 2  | 40 | Who Let the Dogs Out |
| 2001                                                                            | You All Dat                 | 8  | -  | 86 | 14 | 94 | Who Let the Dogs Out |
| 2001                                                                            | The Best Years of Our Lives | 49 | -  | 70 | -  | -  | Move It Like This    |
| 2002                                                                            | Move It Like This           | 76 | 13 | 65 | 16 | -  | Move It Like This    |
| 2011                                                                            | Go!                         | -  | -  | -  | -  | -  | Pas d'album          |
| « — » indique que la chanson ne s'est pas classée dans le hit-parade de ce pays |                             |    |    |    |    |    |                      |

## Nominations et récompenses
Le groupe a remporté plusieurs récompenses dont voici les plus prestigieuses :
- 1 Grammy Award
- 2 Billboard Music Awards
- 1 Nickelodeon Kids Choice Award